# Barrio de Jesús Fracción Primera
Barrio de Jesús Fracción Primera är en ort i Mexiko.   Den ligger i kommunen Toluca och delstaten Mexiko, i den sydöstra delen av landet, 60 km väster om huvudstaden Mexico City. Barrio de Jesús Fracción Primera ligger 2 619 meter över havet och antalet invånare är 2 174.
Terrängen runt Barrio de Jesús Fracción Primera är huvudsakligen platt, men söderut är den kuperad. Runt Barrio de Jesús Fracción Primera är det tätbefolkat, med 683 invånare per kvadratkilometer. Närmaste större samhälle är Toluca, 9,5 km söder om Barrio de Jesús Fracción Primera. Trakten runt Barrio de Jesús Fracción Primera består till största delen av jordbruksmark.